# Gold Cobra
Albums de Limp Bizkit
The Unquestionable Truth (Part 1)
(2005) Still Sucks
(2021)
Singles
1. Shotgun
Sortie : 17 mai 2011
2. Gold Cobra
Sortie : 7 juin 2011

Gold Cobra est le sixième album studio de Limp Bizkit, sorti le 24 juin 2011. 
Cet opus marque le retour du line-up original au complet, à la suite du départ du guitariste Wes Borland après la sortie de The Unquestionable Truth (Part 1).
Le 7 avril 2010, la liste non officielle des titres est postée par Durst sur Twitter ainsi que quatre teasers vidéo de quelques secondes chacun. On peut également trouver sur YouTube une vidéo où Fred conduit en écoutant Shark Attack. Le 1er mai, le titre Why Try est mis en ligne sur le site officiel du groupe. Toujours sans annonce concernant la sortie de l'album, Fred Durst divulgue, début août, une version non finalisée de Walking Away. 
Le 23 mars 2011, Fred Durst révèle via Twitter que Gold Cobra sortira en juin 2011. Après une réunion avec la direction d'Interscope, l'album est sorti le 24 juin 2011.
Le 9 mai 2011, le groupe annonce la sortie du premier single, Shotgun. Il sort le 13 mai en France et le 17 aux États-Unis (le 15 dans le reste du monde) uniquement sous format numérique en France.

## Liste des titres
| No  | Titre         | Durée |
| --- | ------------- | ----- |
| 1.  | Introbra      | 1:20  |
| 2.  | Bring It Back | 2:17  |
| 3.  | Gold Cobra    | 3:53  |
| 4.  | Shark Attack  | 3:26  |
| 5.  | Get a Life    | 4:54  |
| 6.  | Shotgun       | 4:32  |
| 7.  | Douche Bag    | 3:42  |
| 8.  | Walking Away  | 4:45  |
| 9.  | Loser         | 4:53  |
| 10. | Autotunage    | 5:00  |
| 11. | 90.2.10       | 4:18  |
| 12. | Why Try       | 2:51  |
| 13. | Killer in You | 3:46  |

| 14. | Back Porch    | 3:22 |
| 15. | My Own Cobain | 3:40 |
| 16. | Angels        | 3:20 |

| 17. | Los Angeles | 2:53 |

| 17. | Middle Finger (featuring Paul Wall) | 4:27 |

| 17. | Combat Jazz (featuring Raekwon) | 2:37 |

## Personnel
- Wes Borland : Guitare
- Fred Durst : Chant
- DJ Lethal : Platines, claviers, samples
- John Otto : Batterie
- Sam Rivers : Basse